# Эрнандес, Хорхе (футболист, 2000)
Хорхе Эрнандес Сапьен (англ. и исп. Jorge Hernandez Zapien; 8 ноября 2000, Риверсайд, Калифорния, США) — американский футболист, полузащитник клуба «Сан-Антонио».

## Карьера
Эрнандес — воспитанник академии футбольного клуба «Лос-Анджелес Гэлакси». В 2017 году начал привлекаться в фарм-клуб «Лос-Анджелес Гэлакси II», дебютировав в ЮСЛ 22 апреля в матче против «Ориндж Каунти». 14 октября 2018 года в матче заключительного тура сезона против «Своуп Парк Рейнджерс» забил свой первый гол в карьере. 19 сентября 2019 года Эрнандес подписал профессиональный контракт с «Лос-Анджелес Гэлакси II». По итогам сезона 2021, в котором забил 12 голов и отдал шесть голевых передач, Эрнандес был включён в первую символическую сборную Чемпионшипа ЮСЛ.
14 января 2022 года Эрнандес подписал контракт с клубом Украинской премьер-лиги «Черноморец» (Одесса). Из-за вторжения России на Украину он не провёл ни одного матча за «моряков» и расторг контракт с клубом по обоюдному согласию сторон.
2 мая 2022 года Эрнандес присоединился к клубу чемпионата Бельгии «Мехелен», подписав двухлетний контракт с опцией продления ещё на один год. В Про-лиге дебютировал 30 июля в матче против «Остенде», выйдя на замену во втором тайме.
18 апреля 2023 года Эрнандес перешёл в клуб Чемпионшипа ЮСЛ «Сан-Антонио», подписав многолетний контракт. Дебютировал за «Сан-Антонио» 22 апреля в матче против «Финикс Райзинг», выйдя на замену во втором тайме. 1 июля в матче против «Бирмингем Легион» забил свой первый гол за «Сан-Антонио». По итогам сезона 2023, в котором стал лучшим плеймейкером лиги, отдав 10 голевых передач в регулярном чемпионате и создав 55 голевых моментов, Эрнандес во второй раз был включён в первую символическую сборную Чемпионшипа ЮСЛ.

## Достижения
Индивидуальные
- Член первой символической сборной Чемпионшипа ЮСЛ: 2021, 2023